# Allen Junction (Virginia Occidental)
Allen Junction es un área no incorporada ubicada en el condado de Wyoming (Virginia Occidental), Estados Unidos. Está catalogada como un asentamiento humano por la Junta de Nombres Geográficos de los Estados Unidos. Su número de identificación (ID) es 1553709. Se encuentra a 451 m s. n. m. (1480 pies).

## Historia
Se estableció una oficina de correos en 1930.